# Juan Gabriel

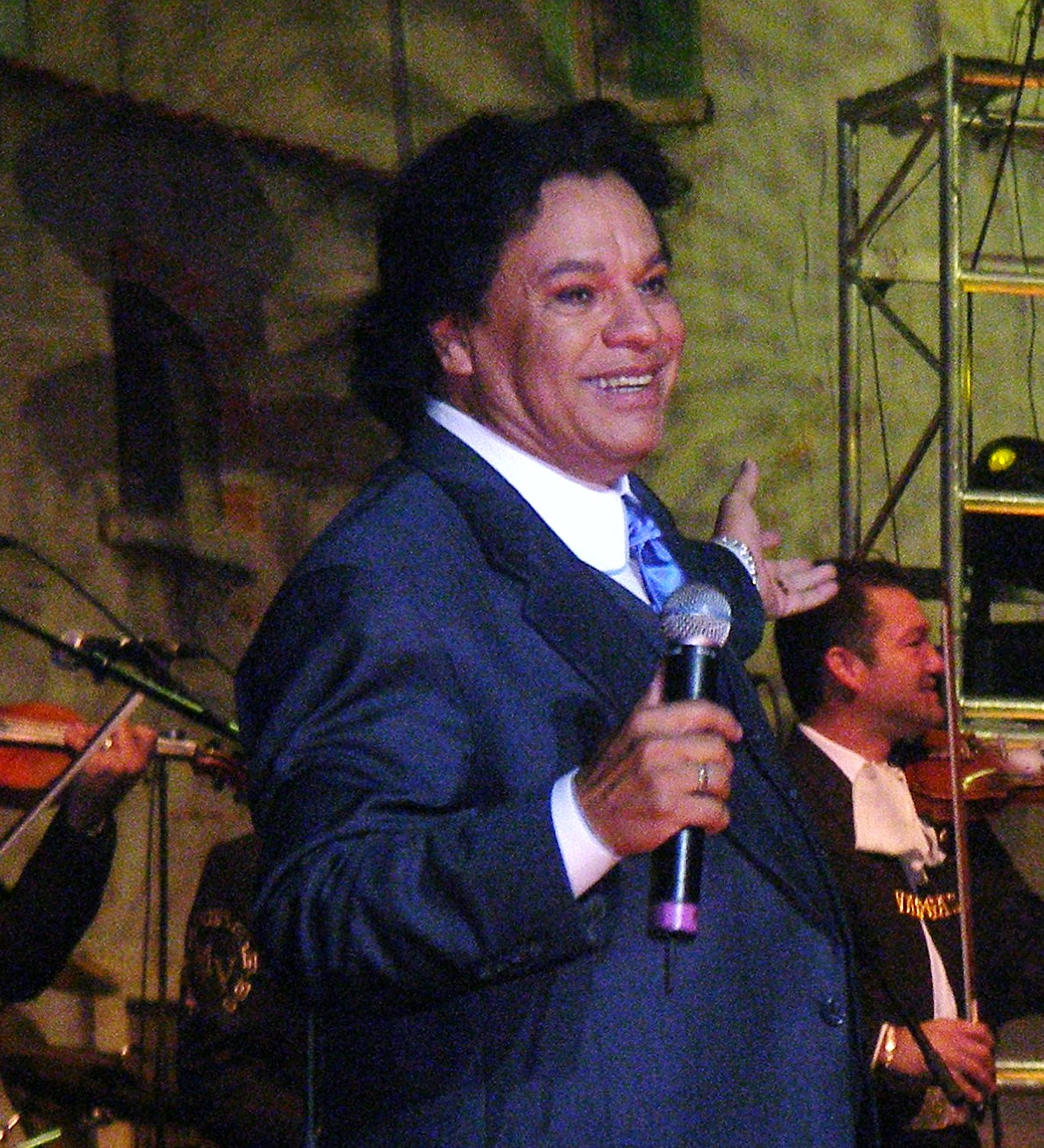
Juan Gabriel (2006)

Alberto Aguilera Valadez (* 7. Januar 1950 in Parácuaro, Michoacán, Mexiko; † 28. August 2016 in Santa Monica, USA), Künstlername: Juan Gabriel und auch unter dem Pseudonym Juanga bekannt, war ein mexikanischer Sänger und Komponist. Er zählt zu den bekanntesten mexikanischen Sängern, wenn nicht sogar als Mexikos bedeutendster musikalischer Entertainer. Er hat mehr als 100 Millionen Tonträger verkauft und viele seiner Lieder sind bereits Teil der mexikanischen Volkskultur.
Juan Gabriel starb im Alter von 66 Jahren im kalifornischen Santa Monica an den Folgen eines Herzinfarkts.

## Leben
Alberto Aguilera Valadez wurde als zehntes und jüngstes Kind der Campesinos Gabriel Aguilera Rodríguez und Victoria Valadez Rojas geboren.
Nachdem er durch den Sprung in einen Fluss versucht hatte, seinem Leben ein Ende zu bereiten, wurde sein Vater in eine Psychiatrische Klinik eingewiesen. Seine Mutter zog bald daraufhin mit den Kindern in die Grenzstadt Ciudad Juárez. Offensichtlich mit der Aufgabe überfordert, für alle Kinder angemessen sorgen zu können, gab sie ihren jüngsten Sohn im Alter 5 Jahren in ein Heim. Dort baute Alberto allmählich ein Vertrauensverhältnis zu seinem Lehrer Juan Contreras auf, der ihn in die Welt der Musik einführte und zu seinem Ersatzvater wurde. Im Alter von 14 Jahren kehrte Alberto in den Kreis seiner Familie zurück und half seiner Mutter beim Verkauf von Burritos.
Ende der 1960er-Jahre arbeitete Alberto im Tanzlokal Noa Noa, dem er später durch sein gleichnamiges Lied zu überregionaler Bekanntheit verhalf.
Weil Alberto Aguilera in der Hauptstadt bessere Möglichkeiten sah, seine musikalische Laufbahn in Gang zu bringen, zog er bald darauf nach Mexiko-Stadt, wo er einen Vertrag bei RCA Records unterschrieb und als Backgroundsänger für verschiedene Sänger arbeitete. Zu dieser Zeit wurde Aguilera wegen eines angeblichen Raubüberfalls angeklagt und zu einer Haftstrafe in Mexikos berüchtigtem Gefängnis Lecumberri verurteilt. Anderthalb Jahre später folgte seine Entlassung aus Mangel an Beweisen.
1971 nahm er seinen Bühnennamen Juan Gabriel an, den er zu Ehren seines Lehrers (Juan Contreras) und seines Vaters (Gabriel Aguilera) ausgewählt hatte. Im selben Jahr brachte er sein erstes Album mit dem Titel El Alma Joven heraus, auf dem sich das Lied No tengo dinero befindet, das zu seinem ersten Hit wurde.
Im Laufe seiner musikalischen Laufbahn schrieb Juan Gabriel mehr als 1000 Lieder, darunter auch etliche für andere Künstler wie Rocío Dúrcal und Lucha Villa. Sein vielleicht bekanntestes dieser Lieder ist das anlässlich des Todes seiner Mutter Victoria Valadez Rojas (am 27. Dezember 1974) verfasste Lied Amor Eterno, das erstmals von Dúrcal aufgenommen wurde und heute das in Mexiko meistgespielte Lied bei Beerdigungen ist.
Im Laufe seines Lebens wurde Juan Gabriel sechsmal für einen Grammy nominiert. 1996 wurde er von der Zeitschrift Billboard in die „Latin Music Hall of Fame“ aufgenommen. Im Jahr 2009 erhielt er einen Stern auf dem Hollywood Walk of Fame und wurde zur „Latin Recording Academy Person of the Year“ geehrt. Außerdem wurde ihm die Premios Ondas verliehen.
In den letzten Jahren seines Lebens hatte Gabriel mit gesundheitlichen Problemen zu kämpfen. Er starb im Alter von 66 Jahren während einer Tournee. Am Tag vor seinem Tode hatte er noch ein Konzert in Inglewood gegeben und an seinem Todestag war ein Konzert in El Paso geplant.
Juan Gabriel hinterließ vier Kinder, die er alle gemeinsam mit „der besten Freundin seines Lebens“ Laura Salas hatte, sowie mehrere Enkelkinder. Dennoch gab es immer wieder Spekulationen hinsichtlich seiner Homosexualität. Einmal in einem Interview darauf angesprochen und gefragt, ob diese Gerüchte zutreffend seien, antwortete Gabriel: „Was sichtbar ist, sollte nicht gefragt werden.“

## Wohnsitze und Immobilien des Künstlers

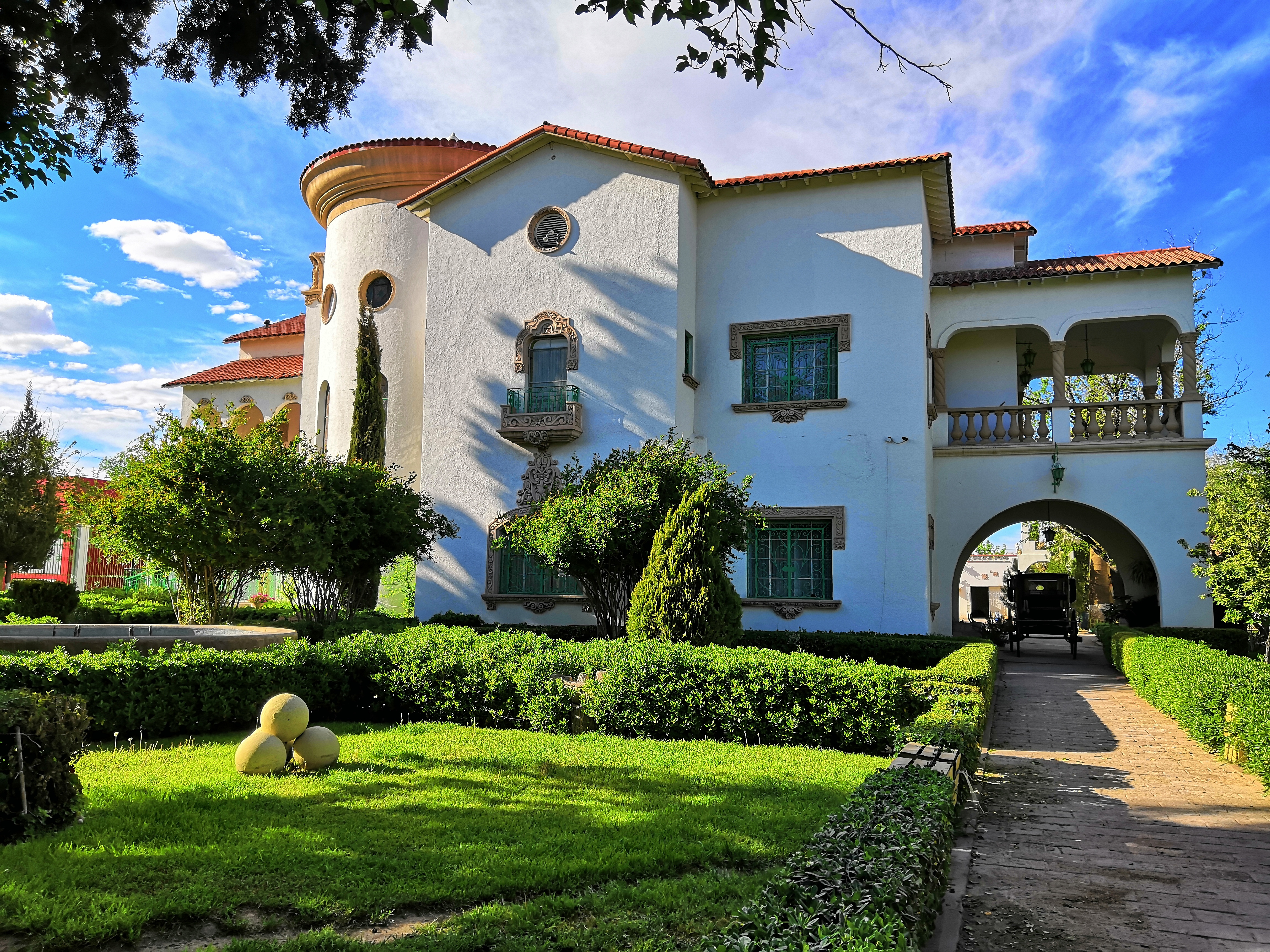
Die Villa von Juan Gabriel in Ciudad Juárez soll 2024 als Museum eröffnet werden.

Als Juan Gabriel um 1964 nach Ciudad Juárez kam, lebte er zunächst für etwa drei Jahre in einem kleinen Zimmer an der callejón Carreño in einer zunehmend verwahrlosten Gegend der Stadt.
Als er zu Reichtum gekommen war, erwarb er seine ersten Immobilien in unmittelbarer Nähe der Avenida 16 de septiembre; zunächst ein Haus an der Avenida Lerdo für seine Mutter und anschließend eine Villa mit Eingang unter der Nummer 126 der calle Perú (siehe Foto), die zwischen 1942 und 1944 erbaut worden war und die er 1984 erworben hatte. Das Anwesen gilt aufgrund seiner Pracht, seiner Bedeutung und der großen Zuneigung, die die Einwohner der Stadt für den Künstler empfinden, als eines der beliebtesten Häuser der Stadt.
Ebenfalls in Ciudad Juárez gründete Gabriel 1987 das Waisenhaus „Semjase“ an der Ecke der Straßen Ignacio Mejía (Eingang unter Nummer 370) und Ramón Corona im Barrio Cuauhtémoc, das über Jahrzehnte hinweg Hunderten von Waisenkindern eine Unterkunft bot und sie mit Nahrung, Bildung und Musikunterricht versorgte.
Im Laufe seines Lebens erwarb Juan Gabriel rund 100 Immobilien in Mexiko und den USA. Einige dieser Häuser bewohnte er über Jahre hinweg selbst, während andere als Erholungsresidenzen dienten und wiederum andere als Gästehäuser, in denen einige seiner Freunde oder Familienangehörige für einen längeren Zeitraum wohnten. Der genaue Standort vieler seiner Immobilien ist jedoch unbekannt und noch seltener ist die genaue Adresse der Immobilien überliefert. Neben den bereits erwähnten Immobilien in seiner langjährigen Heimatstadt Ciudad Juárez sind zumindest die folgenden Orte bekannt:

### Immobilien in Mexiko
- Juan Gabriels Geburtshaus auf der „Rancho Juangacuaro“[18] in Parácuaro, Michoacán (dort lebte sein inzwischen verstorbener[19] Bruder Pablo Aguilera.)
- Acapulco, Guerrero; bekannt als „La Zorba“ in der calle Paraíso No. 43, Fraccionamiento La Condesa[20]
- Cancún, Quintana Roo
- Playa del Carmen, Quintana Roo
- Cuernavaca, Morelos
- Monterrey, Nuevo León
- San Carlos Nuevo Guaymas, Sonora, bekannt als „Los Bugambillas y Los Geranios“ in der calle Almejas No. 147, Zona Caracol Turístico[21]
- San Miguel de Allende, Guanajuato, bekannt als „Rancho Los Gabrieles“, Tierras de Paz[20]
- Tijuana, Baja California, Residencial Real del Mar
- Torreón, Coahuila, calle Petunias No. 180

### Immobilien in den USA
- El Paso, Texas; in dem Grenzort auf der anderen Seite von Ciudad Juárez erwarb Juan Gabriel wahrscheinlich seinen ersten Grundbesitz in den USA.
- Las Vegas, Nevada, Pinto Lane No. 2801
- Miami, Florida (dort wohnte Gabriel von 1999 bis 2004 mit seiner Lebensgefährtin Laura Salas und ihren vier gemeinsamen Söhnen.)
- Santa Fe, New Mexico, „Hacienda Ivjohaje“[18]
- Santa Monica, Kalifornien, „Blü Santa Monica“, Marine Terrace No. 11[22] (in diesem Gebäude, das sich direkt an der Ecke zum Ocean Front Walk gegenüber des Santa Monica State Beach am Pazifik und nur wenige Hundert Meter vom Santa Monica Pier entfernt befindet, verbrachte Gabriel die letzten Tage seines Lebens und verstarb auch an diesem Ort.[22])

## Bedeutung und Nachruf
Juan Gabriel wurde oft als „Elvis Presley Latino“ bezeichnet, woraus sein Stellenwert für die spanischsprachige Welt im Allgemeinen und Mexiko im Besonderen ersichtlich wird. So sagte der kolumbianische Sänger Juanes, mit dem Gabriel 2015 seinen Hit Querida noch einmal im Duett aufgenommen hatte: „Juan Gabriel ist unser Elvis“ und gleich in der ersten Strophe des Liedes Acción y Reacción der mexikanischen Sängerin Thalía, in dem sie eine fiktive Konversation mit einem sogenannten Weltbürger unterhält, heißt es «Que tu prefieras los Beatles y yo Juan Gabriel» (deutsch: „Du bevorzugst die Beatles und ich Juan Gabriel“).

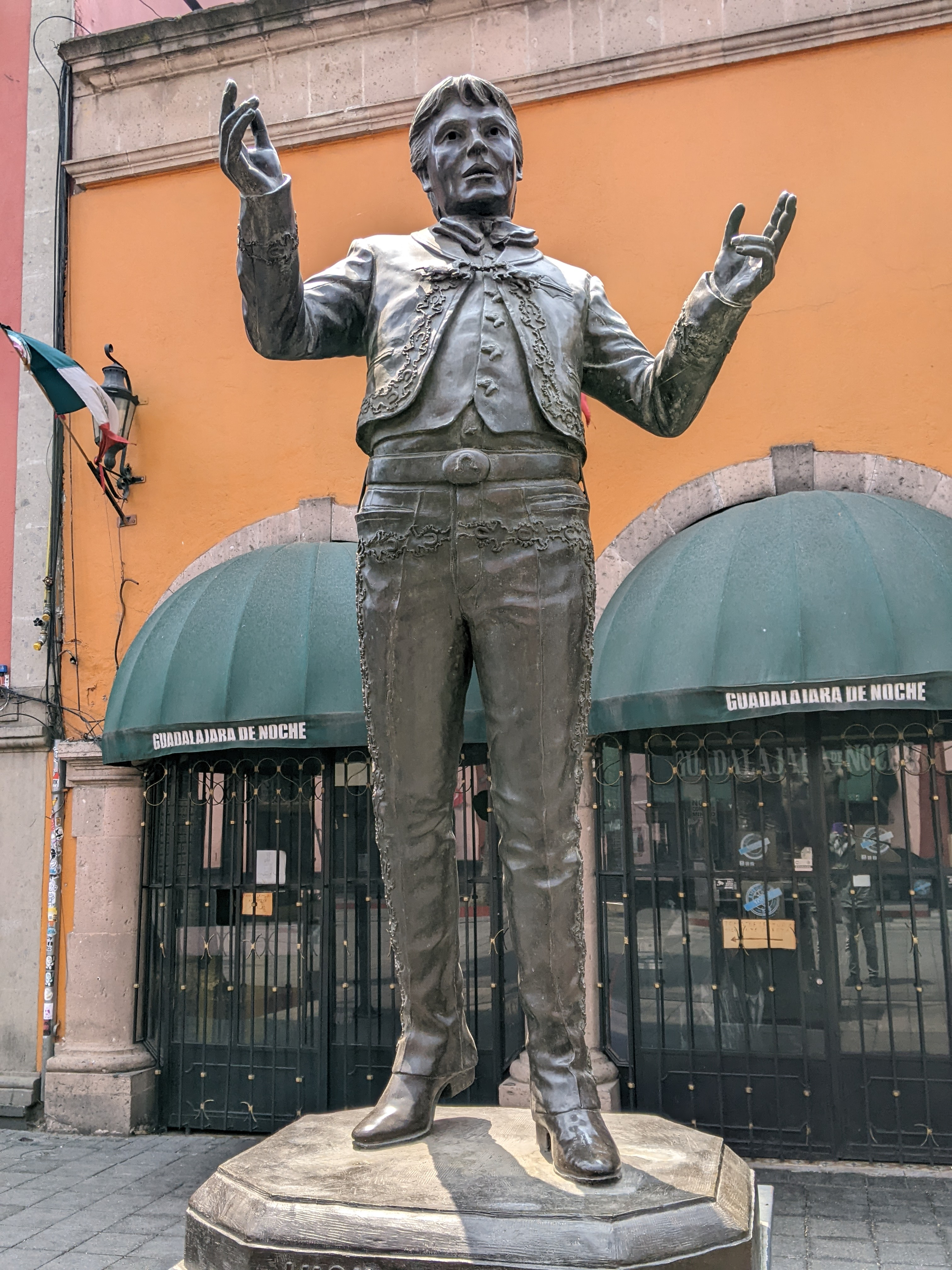
Denkmal für Juan Gabriel auf der Plaza Garibaldi im Zentrum von Mexiko-Stadt

In einem Nachruf der britischen Tageszeitung The Guardian wurde die Bedeutung Gabriels für das gesamte Land Mexiko sowie seine langjährige Heimatstadt Ciudad Juárez hervorgehoben und die Vermutung aufgestellt, dass der Ort von Gabriels Beerdigung (im Palacio de Bellas Artes von Mexiko-Stadt) „Mexikos Graceland“ sein würde. Weiterhin wird in dem Artikel als Geheimnis seines Erfolgs erwähnt, dass Gabriels Lieder nicht von Politik oder Wirtschaft handeln, sondern dass sie Emotionen treffen, die jeder Mensch nachvollziehen kann, egal ob arm oder reich.

Der zum Zeitpunkt seines Todes amtierende mexikanische Präsident Enrique Peña Nieto bezeichnete Gabriels Musik als ein „Vermächtnis für die ganze Welt“ und der seinerzeitige US-Präsident Barack Obama formulierte: 

„Mit seinen romantischen Texten, seinen leidenschaftlichen Darbietungen und seinem unverkennbaren Stil zog Juan Gabriel das Publikum in seinen Bann und inspirierte unzählige junge Musiker. Er war einer der ganz Großen der lateinamerikanischen Musik, der in seinen Liedern und in den Herzen seiner Fans weiterlebt.“

## Posthume Ehrungen
Mehrere Straßen und ein Platz sind in Ciudad Juárez nach dem Künstler benannt. Zudem befinden sich auf der einen Monat nach seinem Tode eingeweihten Gran Plaza Juan Gabriel sowie auf dem an seinem Anwesen vorbeiführenden Paseo Juan Gabriel zwei Denkmäler zu seinem Gedenken, von denen das auf der Gran Plaza Juan Gabriel zu seinem ersten Todestag eingeweiht wurde.
Weitere an den Künstler erinnernde Denkmäler befinden sich in Acapulco und auf der Plaza Garibaldi in Mexiko-Stadt, das unmittelbar nach seinem Ableben aufgestellt wurde. Ebenfalls in der Hauptstadt befindet sich auf der Avenida de los Compositores im Sektor 2 des Bosque de Chapultepec eine an Gabriel erinnernde Büste.

## Diskografie (Auswahl)

### Studioalben
| Jahr | Titel Musiklabel                                              | Höchstplatzierung, Gesamtwochen, AuszeichnungChartplatzierungen (Jahr, Titel, Musiklabel, Platzierungen, Wochen, Auszeichnungen, Anmerkungen) | Höchstplatzierung, Gesamtwochen, AuszeichnungChartplatzierungen (Jahr, Titel, Musiklabel, Platzierungen, Wochen, Auszeichnungen, Anmerkungen) | Höchstplatzierung, Gesamtwochen, AuszeichnungChartplatzierungen (Jahr, Titel, Musiklabel, Platzierungen, Wochen, Auszeichnungen, Anmerkungen) | Höchstplatzierung, Gesamtwochen, AuszeichnungChartplatzierungen (Jahr, Titel, Musiklabel, Platzierungen, Wochen, Auszeichnungen, Anmerkungen) | Anmerkungen                                                  |
| Jahr | Titel Musiklabel                                              | US | Latin | ES | MX | Anmerkungen                                                  |
| ---- | ------------------------------------------------------------- | --- | --- | --- | --- | ------------------------------------------------------------ |
| 1971 | El Alma Joven... RCA Records                                  | — | — | — | — | Erstveröffentlichung: 1971                                   |
| 1972 | El Alma Joven II RCA Records                                  | — | — | — | — | Erstveröffentlichung: 1972                                   |
| 1973 | El Alma Joven III RCA Records                                 | — | — | — | — | Erstveröffentlichung: 1973                                   |
| 1974 | Juan Gabriel con el Mariachi Vargas de Tecalitlán RCA Records | — | — | — | — | Erstveröffentlichung: 1974                                   |
| 1975 | 10 Éxitos de Juan Gabriel RCA Records                         | — | — | — | — | Erstveröffentlichung: 1975                                   |
| 1975 | A Mi Guitarra RCA Records                                     | — | — | — | — | Erstveröffentlichung: 1975                                   |
| 1978 | Juan Gabriel con Mariachi Vol. II RCA Records                 | — | — | — | — | Erstveröffentlichung: 1978                                   |
| 1978 | Te Llegará Mi Olvido RCA Records                              | — | — | — | — | Erstveröffentlichung: 1978                                   |
| 1978 | Siempre en mi mente RCA Records                               | — | — | — | MX39 (39 Wo.)MX | Erstveröffentlichung: 1978 Charteinstieg: 2018               |
| 1978 | Espectacular Ariola                                           | — | — | — | — | Erstveröffentlichung: 1978                                   |
| 1978 | Mis Ojos Tristes Ariola                                       | — | — | — | — | Erstveröffentlichung: Oktober 1978                           |
| 1979 | Me Gusta Bailar Contigo Ariola                                | — | — | — | — | Erstveröffentlichung: 1979                                   |
| 1980 | Recuerdos Ariola                                              | — | — | — | — | Erstveröffentlichung: 1980                                   |
| 1980 | Juan Gabriel Con Mariachi Ariola                              | — | — | — | — | Erstveröffentlichung: 1980                                   |
| 1980 | Ella Ariola                                                   | — | — | — | — | Erstveröffentlichung: 1980                                   |
| 1981 | Con Tu Amor Ariola                                            | — | — | — | — | Erstveröffentlichung: 1981                                   |
| 1982 | Cosas de Enamorados Ariola                                    | — | — | — | — | Erstveröffentlichung: 1982                                   |
| 1983 | Todo Ariola                                                   | — | — | — | — | Erstveröffentlichung: 1983                                   |
| 1984 | Recuerdos II Ariola                                           | — | Latin15 (30 Wo.)Latin | — | — | Erstveröffentlichung: 11. Juli 1984 Charteinstieg US-L: 2000 |
| 1986 | Pensamientos Ariola                                           | — | — | — | — | Erstveröffentlichung: 11. November 1986                      |
| 1994 | Gracias por esperar Ariola                                    | — | Latin4 ×2Doppelplatin · (37 Wo.)Latin | — | — | Erstveröffentlichung: 28. Juni 1994                          |
| 1995 | El México que se nos fue Ariola                               | — | Latin8 ×2Doppelplatin · (25 Wo.)Latin | — | — | Erstveröffentlichung: 19. Juni 1995                          |
| 1997 | Juntos Otra Vez Ariola                                        | US152 (3 Wo.)US | Latin1 ×2Doppelplatin · (39 Wo.)Latin | ES— GoldES | MX— GoldMX | Erstveröffentlichung: 29. April 1997 mit Rocío Dúrcal        |
| 1998 | Con la Banda...El Recodo Ariola                               | — | Latin6 ×2Doppelplatin · (25 Wo.)Latin | — | MX— ×3DreifachgoldMX | Erstveröffentlichung: 8. Dezember 1998 mit Banda El Recodo   |
| 1999 | Todo está bien Ariola                                         | — | Latin31 Platin · (8 Wo.)Latin | — | MX— PlatinMX | Erstveröffentlichung: 26. Oktober 1999                       |
| 2000 | Abrázame Muy Fuerte Ariola                                    | — | Latin2 ×5Fünffachplatin · (37 Wo.)Latin | — | MX— PlatinMX | Erstveröffentlichung: 12. Dezember 2000                      |
| 2003 | Inocente de Ti Ariola                                         | — | Latin21 Platin · (13 Wo.)Latin | — | MX— PlatinMX | Erstveröffentlichung: 21. Oktober 2003                       |
| 2010 | Juan Gabriel Fonovisa                                         | US133 (3 Wo.)US | Latin2 (30 Wo.)Latin | — | MX3 Platin · (35 Wo.)MX | Erstveröffentlichung: 4. Mai 2010                            |
| 2011 | 1 Es Juan Gabriel Fonovisa                                    | — | Latin28 (6 Wo.)Latin | — | MX44 ×2Doppelplatin · (2 Wo.)MX | Erstveröffentlichung: 27. September 2011                     |
| 2015 | Los Dúo Fonovisa                                              | US25 (11 Wo.)US | Latin1 Platin · (104 Wo.)Latin | ES75 (4 Wo.)ES | MX1 ×2Doppeldiamant · (100 Wo.)MX | Erstveröffentlichung: 10. Februar 2015                       |
| 2015 | Los Dúo 2 Fonovisa                                            | US56 (4 Wo.)US | Latin1 ×2Doppelplatin · (63 Wo.)Latin | — | MX1 ×9Neunfachgold · (100 Wo.)MX | Erstveröffentlichung: 11. Dezember 2015                      |
| 2016 | Vestido de etiqueta por Eduardo Magallanes Fonovisa           | US128 (2 Wo.)US | Latin1 Platin · (23 Wo.)Latin | ES55 (4 Wo.)ES | MX1 Gold · (36 Wo.)MX | Erstveröffentlichung: 12. August 2016                        |

grau schraffiert: keine Chartdaten aus diesem Jahr verfügbar

### Livealben
| Jahr | Titel Musiklabel                           | Höchstplatzierung, Gesamtwochen, AuszeichnungChartplatzierungen (Jahr, Titel, Musiklabel, Platzierungen, Wochen, Auszeichnungen, Anmerkungen) | Höchstplatzierung, Gesamtwochen, AuszeichnungChartplatzierungen (Jahr, Titel, Musiklabel, Platzierungen, Wochen, Auszeichnungen, Anmerkungen) | Höchstplatzierung, Gesamtwochen, AuszeichnungChartplatzierungen (Jahr, Titel, Musiklabel, Platzierungen, Wochen, Auszeichnungen, Anmerkungen) | Höchstplatzierung, Gesamtwochen, AuszeichnungChartplatzierungen (Jahr, Titel, Musiklabel, Platzierungen, Wochen, Auszeichnungen, Anmerkungen) | Anmerkungen                                                    |
| Jahr | Titel Musiklabel                           | US | Latin | ES | MX | Anmerkungen                                                    |
| ---- | ------------------------------------------ | --- | --- | --- | --- | -------------------------------------------------------------- |
| 1990 | Juan Gabriel en El Palacio de Bellas Artes | — | Latin— PlatinLatin | — | MX9 (34 Wo.)MX | Erstveröffentlichung: 20. Dezember 1990 Charteinstieg MX: 2009 |
| 1998 | Celebrando 25 Años de Juan Gabriel Ariola  | — | Latin13 ×2Doppelplatin · (20 Wo.)Latin | — | MX— ×2DoppelplatinMX | Erstveröffentlichung: 13. Januar 1998                          |
| 2008 | El Divo Canta A Mexico Sony Music Latin    | — | Latin16 (11 Wo.)Latin | — | — | Erstveröffentlichung: 21. Oktober 2008                         |
| 2014 | Mis 40 En Bellas Artes Virgin Music        | US140 (2 Wo.)US | Latin4 Gold · (48 Wo.)Latin | — | MX1 ×2Doppeldiamant · (182 Wo.)MX | Erstveröffentlichung: 6. Mai 2014                              |

grau schraffiert: keine Chartdaten aus diesem Jahr verfügbar

### Kompilationen
| Jahr | Titel Musiklabel                                         | Höchstplatzierung, Gesamtwochen, AuszeichnungChartplatzierungen (Jahr, Titel, Musiklabel, Platzierungen, Wochen, Auszeichnungen, Anmerkungen) | Höchstplatzierung, Gesamtwochen, AuszeichnungChartplatzierungen (Jahr, Titel, Musiklabel, Platzierungen, Wochen, Auszeichnungen, Anmerkungen) | Höchstplatzierung, Gesamtwochen, AuszeichnungChartplatzierungen (Jahr, Titel, Musiklabel, Platzierungen, Wochen, Auszeichnungen, Anmerkungen) | Höchstplatzierung, Gesamtwochen, AuszeichnungChartplatzierungen (Jahr, Titel, Musiklabel, Platzierungen, Wochen, Auszeichnungen, Anmerkungen) | Anmerkungen                                                                      |
| Jahr | Titel Musiklabel                                         | US | Latin | ES | MX | Anmerkungen                                                                      |
| ---- | -------------------------------------------------------- | --- | --- | --- | --- | -------------------------------------------------------------------------------- |
| 1986 | Frente A Frente "Rocío Dúrcal Y Juan Gabriel RCA Records | — | — | — | MX23 Gold · (12 Wo.)MX | Erstveröffentlichung: 31. Dezember 1986 Charteinstieg MX: 2011; mit Rocío Dúrcal |
| 2001 | Por Los Siglos RCA Records                               | — | Latin21 Platin · (20 Wo.)Latin | — | — | Erstveröffentlichung: 9. Oktober 2001                                            |
| 2006 | La Historia del Divo                                     | US92 (11 Wo.)US | Latin4 (49 Wo.)Latin | ES76 (4 Wo.)ES | MX10 Gold · (24 Wo.)MX | Erstveröffentlichung: 4. April 2006                                              |
| 2007 | Los Gabriel... Simplemente Amigos Sony Music Latin       | US192 (1 Wo.)US | Latin9 (39 Wo.)Latin | — | MX30 (18 Wo.)MX | Erstveröffentlichung: 7. November 2007 mit Ana Gabriel                           |
| 2008 | Los Gabriel: Cantan a México Sony Music Latin            | US119 (10 Wo.)US | Latin3 (34 Wo.)Latin | — | MX62 (6 Wo.)MX | Erstveröffentlichung: 25. März 2008 mit Ana Gabriel                              |
| 2008 | Los Gabriel... Para Ti Sony Music Latin                  | — | Latin32 ×4Vierfachplatin · (11 Wo.)Latin | — | — | Erstveröffentlichung: 29. April 2008 mit Ana Gabriel                             |
| 2008 | Lo esencial Sony Music Latin                             | — | — | — | MX9 Gold · (23 Wo.)MX | Erstveröffentlichung: 12. August 2008                                            |
| 2009 | Mis Canciones, Mis Amigos Discos 605                     | — | Latin9 (26 Wo.)Latin | — | — | Erstveröffentlichung: 6. Oktober 2009                                            |
| 2010 | Boleros Fonovisa                                         | — | Latin17 (8 Wo.)Latin | — | MX30 (12 Wo.)MX | Erstveröffentlichung: 7. Dezember 2010                                           |
| 2012 | Celebrando Fonovisa                                      | — | Latin44 (1 Wo.)Latin | — | — | Erstveröffentlichung: 4. Dezember 2012                                           |
| 2013 | Frente a Frente Sony Music Latin                         | — | Latin24 (40 Wo.)Latin | — | — | Erstveröffentlichung: 13. August 2013 mit Ana Gabriel                            |
| 2013 | Frente a Frente Sony Music Latin                         | — | — | — | MX9 Gold · (30 Wo.)MX | mit Joan Sebastian                                                               |
| 2014 | Con Todo Mi Corazon...                                   | — | Latin21 (2 Wo.)Latin | — | — | mit Ana Gabriel & Rocío Dúrcal                                                   |
| 2014 | Mis Numero 1... 40 Aniversario Sony Music Latin          | US28 (11 Wo.)US | Latin1 (195 Wo.)Latin | — | MX— PlatinMX | Erstveröffentlichung: 5. August 2014                                             |
| 2014 | Mis 40 En Bellas Artes (Parte 1)                         | — | Latin39 (10 Wo.)Latin | — | — | Erstveröffentlichung: 6. Dezember 2014                                           |
| 2015 | Te Acuerdas: 20 Nostalgicas                              | — | Latin17 (31 Wo.)Latin | — | — | Erstveröffentlichung: 31. Juli 2015                                              |
| 2016 | Juan Gabriel... El Divo y Sus Divas                      | — | Latin3 (45 Wo.)Latin | — | — | Erstveröffentlichung: 12. Februar 2016                                           |
| 2016 | Juan Gabriel: Duos & Interpretaciones Sony Music Latin   | — | Latin5 (35 Wo.)Latin | — | — | Erstveröffentlichung: 25. März 2016                                              |
| 2016 | Mi Historia Musical Sony Music Latin                     | — | — | — | MX5 Platin · (46 Wo.)MX | Erstveröffentlichung: 26. August 2016                                            |
| 2016 | Hoy Manana y Siempre Sony Music Latin                    | — | Latin2 (14 Wo.)Latin | — | — | Erstveröffentlichung: 4. November 2016                                           |
| 2016 | Mis Rancheras Queridas Sony Music Latin                  | — | Latin2 (3 Wo.)Latin | — | — | Erstveröffentlichung: 4 November 2016                                            |
| 2017 | 2 En 1: Dos En Uno                                       | — | Latin3 (9 Wo.)Latin | — | — | Erstveröffentlichung: 2017                                                       |
| 2019 | Tesoros De Colección Vol. 1                              | — | — | — | MX27 (92 Wo.)MX | Erstveröffentlichung: 2019                                                       |

grau schraffiert: keine Chartdaten aus diesem Jahr verfügbar
Weitere Kompilationen
- 1986: 15 Años de Éxitos Rancheros (US: Platin (Latin))
- 1987: 15 Años, Baladas, Éxitos (US: ×2Doppelplatin (Latin) )

### Singles
| Jahr | Titel Album                                               | Höchstplatzierung, Gesamtwochen, AuszeichnungChartplatzierungen (Jahr, Titel, Album, Platzierungen, Wochen, Auszeichnungen, Anmerkungen) | Höchstplatzierung, Gesamtwochen, AuszeichnungChartplatzierungen (Jahr, Titel, Album, Platzierungen, Wochen, Auszeichnungen, Anmerkungen) | Höchstplatzierung, Gesamtwochen, AuszeichnungChartplatzierungen (Jahr, Titel, Album, Platzierungen, Wochen, Auszeichnungen, Anmerkungen) | Anmerkungen                     |
| Jahr | Titel Album                                               | US | Latin | MX | Anmerkungen                     |
| ---- | --------------------------------------------------------- | --- | --- | --- | ------------------------------- |
| 1986 | Yo no se que me paso Pensamientos                         | — | Latin1 (19 Wo.)Latin | — |                                 |
| 1987 | Que lastima Pensamientos                                  | — | Latin9 (20 Wo.)Latin | — |                                 |
| 1987 | Hasta que te conocí Pensamientos                          | — | Latin2 (46 Wo.)Latin | — |                                 |
| 1988 | Debo hacerlo Sensualmente Tropical                        | — | Latin1 Platin · (37 Wo.)Latin | — |                                 |
| 1988 | Solo se que fue en marzo Sensualmente Tropical            | — | Latin29 (2 Wo.)Latin | — |                                 |
| 1991 | Hasta que te conoci Popurri En El Palacio De Bellas Artes | — | Latin10 (15 Wo.)Latin | — |                                 |
| 1992 | Fue un placer conocerte El Concierto... En Vivo           | — | Latin10 (15 Wo.)Latin | — | mit Rocío Dúrcal                |
| 1994 | Pero que necesidad Gracias por esperar                    | — | Latin1 (21 Wo.)Latin | — |                                 |
| 1994 | Lentamente Gracias por esperar                            | — | Latin8 (11 Wo.)Latin | — |                                 |
| 1995 | El palo El México que se nos fue                          | — | Latin1 (11 Wo.)Latin | — |                                 |
| 1995 | Cancion 187 El México que se nos fue                      | — | Latin9 (11 Wo.)Latin | — |                                 |
| 1996 | Mi bendita tierra El México que se nos fue                | — | Latin16 (9 Wo.)Latin | — |                                 |
| 1996 | Mi pueblo Amigos                                          | — | Latin8 (9 Wo.)Latin | — | mit Paul Anka                   |
| 1997 | El destino Juntos Otra Vez                                | — | Latin1 (31 Wo.)Latin | — | mit Rocío Dúrcal                |
| 1997 | La incertidumbre Juntos otra vez                          | — | Latin11 (10 Wo.)Latin | — | mit Rocío Dúrcal                |
| 1997 | *Te sigo amando Celebrando 25 Años de Juan Gabriel        | — | Latin1 (34 Wo.)Latin | — |                                 |
| 1998 | Así fue Celebrando 25 Años de Juan Gabriel                | — | Latin3 (36 Wo.)Latin | — |                                 |
| 1998 | Querida Celebrando 25 Años de Juan Gabriel                | — | Latin10 (8 Wo.)Latin | — | mit Raúl di Blasio              |
| 1999 | Adorable mentirosa Con la Banda...El Recodo               | — | Latin11 (17 Wo.)Latin | — | mit Banda El Recodo             |
| 1999 | Te doy las gracias Con la Banda...El Recodo               | — | Latin34 (5 Wo.)Latin | — | mit Banda El Recodo             |
| 1999 | Infidelidad Con la Banda...El Recodo                      | — | Latin27 (4 Wo.)Latin | — | mit Banda El Recodo             |
| 1999 | Todo está bien                                            | — | Latin14 (9 Wo.)Latin | — |                                 |
| 2001 | Abrázame Muy Fuerte                                       | US— GoldUS | Latin1 (45 Wo.)Latin | MX— ×5Diamant + FünffachgoldMX |                                 |
| 2001 | No vale la pena Libre                                     | — | Latin9 (12 Wo.)Latin | — | mit Nydia                       |
| 2001 | Inocente pobre amigo Por Los Siglos                       | — | Latin7 (15 Wo.)Latin | — |                                 |
| 2003 | Inocente de Ti                                            | — | Latin11 (16 Wo.)Latin | — |                                 |
| 2010 | Por qué me haces llorar? Juan Gabriel                     | — | Latin21 (20 Wo.)Latin | — |                                 |
| 2015 | Querida Los Dúo                                           | — | Latin46 (1 Wo.)Latin | — | feat. Juanes                    |
| 2016 | Amor eterno Juan Gabriel en El Palacio de Bellas Artes    | — | Latin19 (8 Wo.)Latin | — |                                 |
| 2016 | Yo te recuerdo Los Dúo 2                                  | — | Latin16 (7 Wo.)Latin | — | feat. Marc Anthony              |
| 2016 | La frontera Los Dúo 2                                     | — | Latin32 (2 Wo.)Latin | — | feat. Julion Alvarez & J Balvin |
| 2016 | Querida Recuerdos II                                      | — | Latin4 (2 Wo.)Latin | — |                                 |
| 2016 | Te quise olvidar Los Dúo 2                                | — | Latin46 (1 Wo.)Latin | — | feat. Alejandro Fernandez       |
| 2016 | El Noa Noa Recuerdos                                      | — | Latin22 (2 Wo.)Latin | — |                                 |

grau schraffiert: keine Chartdaten aus diesem Jahr verfügbar
Einige seiner mehr als 1500 Lieder sind zu Volkshymnen in Mexiko und Lateinamerika geworden, u. a.:
- Amor eterno (Ewige Liebe)
- Así fue (So war es)
- Caray (Verdammt)
- Costumbres (Gewohnheiten)
- De mí enamórate (Verliebe dich in mich)
- El Noa Noa (Noa Noa – Name einer Bar, in der Juan Gabriel am Anfang seiner Karriere gesungen hat)
- Esta noche voy a verla (Heute Abend werde ich sie sehen)
- Hasta que te conocí (Bis ich dich kennenlernte)
- He venido a pedirte perdón (Ich bin gekommen, um dich um Verzeihung zu bitten)
- La guirnalda (Die Girlande, dem weltberühmten Badeort Puerto Vallarta gewidmet)
- Luna (Mond)
- No me vuelvo a enamorar (Ich verliebe mich nicht mehr)
- No tengo dinero (Ich habe kein Geld)
- No vale la pena (Es ist den Kummer nicht wert)
- Quédate conmigo esta noche (Bleib’ heute Nacht bei mir)
- Querida (Meine Liebste)
- Se me olvidó otra vez (Ich habe es noch einmal vergessen)
- Siempre en mi mente (Immer in meinen Gedanken)
- Tenías que ser tan cruel (Musstest du so grausam sein)
- Te sigo amando (Ich liebe dich immer noch)
- Ya no me interesas (Du interessierst mich nicht mehr)

### Gastbeiträge
| Jahr | Titel Album       | Höchstplatzierung, Gesamtwochen, AuszeichnungChartsChartplatzierungen (Jahr, Titel, Album, Platzierungen, Wochen, Auszeichnungen, Anmerkungen) | Anmerkungen                                                            |
| Jahr | Titel Album       | Latin | Anmerkungen                                                            |
| ---- | ----------------- | --- | ---------------------------------------------------------------------- |
| 2003 | No Tengo Dinero – | Latin5 (22 Wo.)Latin | A. B. Quintanilla & Kumbia Kings feat. Juan Gabriel & El Gran Silencio |

## Auszeichnungen für Musikverkäufe
| Goldene Schallplatte - Argentinien - 1996: für das Album El Unico - Mexiko - 2006: für das Album-Boxset Con Amor…Para Un Amor…De Un Amor Eterno: Juan Gabriel Platin-Schallplatte - Argentinien - 2000: für das Album Por Siempre Lo Mejor - 2001: für das Album Por Los Siglos - Mexiko - 2005: für das Videoalbum Celebrando Los 25 Anos De Juan Gabriel En Concierto En El Palacio De Bellas Artes | 2× Platin-Schallplatte - Mexiko - 2023: für die Single La Farsante 5× Goldene Schallplatte - Mexiko - 2005: für das Videoalbum En El Palacio De Bellas Artes |

Anmerkung: Auszeichnungen in Ländern aus den Charttabellen bzw. Chartboxen sind in ebendiesen zu finden.
| Land/RegionAuszeichnungen für Musikverkäufe (Land/Region, Auszeichnungen, Verkäufe, Quellen) | Gold       | Platin       | Diamant     | Verkäufe   | Quellen             |
| -------------------------------------------------------------------------------------------- | ---------- | ------------ | ----------- | ---------- | ------------------- |
| Argentinien (CAPIF)                                                                          | Gold1      | 2× Platin2   | —           | 130.000    | capif.org.ar        |
| Mexiko (AMPROFON)                                                                            | 12× Gold12 | 22× Platin22 | 5× Diamant5 | 3.645.000  | amprofon.com.mx     |
| Spanien (Promusicae)                                                                         | Gold1      | —            | —           | 50.000     | elportaldemusica.es |
| Vereinigte Staaten (RIAA)                                                                    | 2× Gold2   | 33× Platin33 | —           | 19.900.000 | riaa.com            |
| Insgesamt                                                                                    | 16× Gold16 | 57× Platin57 | 5× Diamant5 |            |                     |